# 전미법조윤리시험
전미법조윤리시험(Multistate Professional Responsibility Examination, MPRE)은 예비법조인을 위한 변호사 직업윤리시험이다. 보통 변호사시험 응시자격의 요건이기도 하다. 각 주마다 요구점수가 다르며 LSAC이 실시를 위탁담당하고 있다. MPRE시험은 1년에 3번(3월, 8월,11월) 있다. 문제는 60문제이고 2시간 5분내에 풀며이중 50문제만 채점하며 10문항은 미래 시험에서 사용되기 위해 미리 테스트하는 실험문항이다. 50점에서 150점사이의 점수를 부여한다. 2010년 공포된 미국 변호사협회가 제정한 변호사 행위에 관한 모범규칙, 1983년 공포된 직업상 책임에 관한 모범법전, 모범 범관행위 규범 등이 사례형태의 4지선다형 객관식으로 출제된다.

## 출제
MPRE는 National Conference of Bar Examiners에서 관장하는 바 법조윤리 분야의 전문가 6인으로 구성된 출제위원회(Drafting Committee)가 출제하는데, 그 내용은 미국변호사협회(ABA)의 법조윤리규정(the ABA Model Rules of Professional Conduct)과 법관윤리규정(the ABA Model Code of Judicial Conduct)이 주축이 되고, 필요한도 내에서 연방민사소송법․규칙(the Federal Rules of Civil Procedure)과 연방증거법(the Federal Rules of Evidence)의 관련 내용이 포함된다.

### 시험범위 및 비중
- 법조직역 규율 (8-12%);
- 의뢰인과의 관계 (10-14%)
- 의뢰인과 과거 의뢰인의 특권 및 비밀유지 (6-10%)
- 독립적인 전문가적 판단 - 이익의 충돌 및 의뢰인의 동의 (12-16%)
- 적격성과 과오소송, 기타 민사책임 (8-12%)
- 소송과 다른 형식의 옹오업무 (12-16%)
- 변호사의 다른 역할 (4-8%)
- 의뢰인이나 타인의 재산과 자금의 안전한 보관 (4-8%)
- 법률서비스에 대한 의사소통 (6-10%)
- 변호사와 사법제도 (2-6%)
- 판사 직업윤리 (6-10%)

## 통과기준
| Alabama     | 75 | Georgia   | 75 | Maryland      | NA | New Jersey     | 75 | South Carolina | 77 | Wyoming            | 75 |
| Alaska      | 80 | Hawaii    | 85 | Massachusetts | 85 | New Mexico     | 75 | South Dakota   | 75 | Guam               | 80 |
| Arizona     | 85 | Idaho     | 85 | Michigan      | 85 | New York       | 85 | Tennessee      | 75 | N. Mariana Islands | 75 |
| Arkansas    | 85 | Illinois  | 80 | Minnesota     | 85 | North Carolina | 80 | Texas          | 85 | Palau              | 75 |
| California  | 86 | Indiana   | 80 | Mississippi   | 75 | North Dakota   | 80 | Utah           | 86 | Puerto Rico        | NA |
| Colorado    | 85 | Iowa      | 80 | Missouri      | 80 | Ohio           | 85 | Vermont        | 80 | Virgin Islands     | 75 |
| Connecticut | 80 | Kansas    | 80 | Montana       | 80 | Oklahoma       | 75 | Virginia       | 85 |                    |    |
| Delaware    | 85 | Kentucky  | 75 | Nebraska      | 85 | Oregon         | 85 | Washington     | NA |                    |    |
| DC          | 75 | Louisiana | 80 | Nevada        | 85 | Pennsylvania   | 75 | West Virginia  | 75 |                    |    |
| Florida     | 80 | Maine     | 80 | New Hampshire | 79 | Rhode Island   | 80 | Wisconsin      | NA |                    |    |

- Source: http://www.abanet.org 보관됨 2007-11-16 - 웨이백 머신 (2005)

## 응시장소
미국 48개 주 본토 지역 및 알라스카, 사이판, 괌, 버진 아일랜드, 팔라우 등에서 응시가 가능하다. 한국에서 가장 가까운 시험장으로 괌의 Mangilao, University of Guam와 사이판의 북마리아나 대학 등이 있다. 단 이 지역은 토요일이 아닌 그 다음주 월요일에 시험을 실시한다.

## 응시규정
신분증, 수험표, 연필, 지우개, 연필깎이 이외에는 사용이 불가하다. (형광펜, 샤프, 잉크펜, 손목시계, 타이머 및 전자기기는 모두 금지이다)

### 캘리포니아 주와 ABA 주 법조윤리 차이점
| 항목                                 | 미국변호사협회                                                                                                | 캘리포니아 |
| 변호사ㆍ의뢰인의 비닉특권            | 의뢰인의 사망 후에도 지속된다. 장래의 범죄나 사기에 악용될 경우 변호사가 비밀을 공개할 수 있다                | 의뢰인의 장례후 재산청산후 종료되며 장래에 인명의 손실이나 중상해가 예상되는 경우 비밀의 공개가 가능하다                         |
| 변호사의 비밀유지의무                | 의뢰인 대리에 관련한 모든 정보가 해당된다                                                                     | |
| 변호인의 도움으로 인한 과거 사기행위 | 피해자에게 일리고 대리를 종료한다                                                                             | 공개할 수 없다. 의뢰인으로 하여금 정정할 것을 요구하고 거부할 경우 대리를 종료한다. 단 의뢰인에게 해가 될 경우 알리지 않는다.    |
| 출판권                               | 대리행위가 종료한 후에만 의뢰인으로부터 사건에 대한 권리를 구입할 수 있다                                     | 의뢰인이 명확히 이해하고 동의한다고 판사가 판단한 경우 사건중에도 상관없다                                                       |
| 비용 및 선급                         | 곤궁한 의뢰인의 소송비용이나 의뢰인이 되 갚을 것을 약속한 경우에만 허용된다                                   | 의뢰인의 사업체를 인수하는 등에는 허용되지 않는다. 변호사가 선임된 후 차용증서를 써주고 어떠한 종류의 대출이 허용된다            |
| 변호사나 변호사 가족에 대한 선물     | 가족관계가 없는 경우 큰 선물을 받도록 요구하는 것이나 법적인 문서로 변호사에게 증여를 하도록 하는 것은 안된다 | 선물 공여를 촉진하는 것만 금지되며 받는 것은 상관없다                                                                            |
| 비위행위 보고의무                    | 다른 변호사의 비위행위를 보고할 의무가 있다                                                                   | 다른 변호사의 비위행위를 보고할 수 있으나 의무는 없다                                                                            |
| 변호인이 필수증인인 경우             | 사임하는 경우 의뢰인에게 심각한 어려움을 초래하는 경우 사임하지 않을 수 있다                                  | 배심원에게 하는 증인이 아닌 한 허용된다. 의뢰인이 동의하면 허용된다.                                                             |
| 변호사수임료                         | 비용산출방법, 서비스 내용, 변호인과 의뢰인의 의무                                                             | 보통 서면으로 작성해야 하며 단 수임료가 1천불 이하거나 기업의뢰인이거나 단골이거나 긴급한 상황인 경우 서면으로 하지 않아도 된다. |

## 변호사 자격요건
한국과는 달리 법조윤리시험이 변호사시험 응시조건이 아니며 변호사시험에 합격하고 난 후에 MPRE를 붙어도 된다. 대표적으로 NY Bar를 합격하고 나면 3년 이내에 선서를 해야 하는데 이 때 선서하지 않으면 합격이 무효처리가 되며 그 전까지 MPRE를 합격하면 된다.

## 문제유형
의뢰인 A는 변호사 甲에게 찾아와 자신이 최근 의료과오사고를 당했다고 하면서 민사소송을 제기할 실익이 있는지 상담하였다. 변호사 甲은 입증의 어려움이 있지만 입증만 된다면 승소가능성이 있다고 하여 의뢰인 A는 소송위임계약을 체결하였다. 소제기 후 1심 재판부는 원고 A의 대리인 변호사 甲에게 좀 더 입증할 자료가 없느냐고 묻자 변호사 甲은 좀 더 준비할 시간을 위해 기일연기를 신청하였다. 이를 본 의뢰인 A는 패소할까봐 다급해져 의사출신 변호사 乙을 수소문하였다. 자초지종을 들은 변호사 乙은 자신이 의료과오소송의 전문가이며 A의 사건을 수임하여 계속 진행하겠다고 한다. A는 甲을 해임하고 乙을 선임할 수 있는가?

① 할 수 있다. 의뢰인 A는 언제든지 변호사 甲과 위임관계를 종료시킬 수 있기 때문이다.

② 할 수 있다. 변호사 甲은 객관적으로 신뢰를 할 수 없는 행태를 보였기 때문이다.

③ 할 수 없다. 소송 계속 중에 변호사의 해임은 부득이한 사유에 한하는데 이 사안은 부득이한 사유에 해당하지 않는다.

④ 할 수 없다. 변호사 乙의 태도는 동료 변호사 甲의 사건을 부당하게 빼앗는 것이기 때문이다.

## 참고 문헌
- 서울지방변호사회, 미국 변호사 윤리강령, 청양문화사, 1994.
- 박승옥, 미국법률가협회 법조전문직 행동준칙 모범규정 2009, 2010. ISBN 9788995769287
- 정인진, 변호사의 비밀유지의무, 저스티스 通卷104號, 2008.6, 136-162 (27 pages)
- 김병수, 변호사의 비밀유지의무와 진실의무, 法學硏究 第48卷 第2號 通卷 第58號, 2008.2, 353-377 (25 pages)
- 정형근, 변호사의 비밀유지의무, 외법논집 제35권 제4호 / 2011
- 배성호, 변호사윤리로서 비밀유지의무, 한국부패학회보, 37-48, 2007
- 이태영, 변호사의 이익충돌회피의무 -현재 의뢰인 사이의 이익충돌을 중심으로, 法曹, Vol.61 No.9 [2012
- 이익충돌회피의무, 정형근
- 박종수, 김상중, 정채연, 각국의 변호사자격 취득절차에 관한 연구, 2013년도 법무부 연구용역 최종보고서, 고려대학교 보관됨 2014-03-28 - 웨이백 머신
- 박준, 판례로 본 미국의 변호사 윤리, 2012. ISBN 9788984104457

## 같이 보기
- 미국사법시험
- 한국법조윤리시험
- 법조윤리
- ABA 표준윤리강령